# Schweizer Meisterschaften im Skispringen 2004
Die Schweizer Meisterschaften im Skispringen 2004 wurden am 10. und 11. Juli 2004 in Hinterzarten (Deutschland) ausgetragen.

## Ergebnisse

### Einzel
Der Einzelwettbewerb fand am 10. Juli statt. Es nahmen 44 Springer teil. Zudem traten Lars Grossen, Antoine Guignard und Marco Staub nicht an, Fabian Gerber und Roger Schuler wurden disqualifiziert. Schweizer Meister wurde Michael Möllinger vor Simon Ammann und Andreas Küttel.
| Platz | Sportler            | Weite 1 | Weite 2 | Punkte |
| ----- | ------------------- | ------- | ------- | ------ |
| 1     | Michael Möllinger   | 102.0 m | 104.0 m | 262.5  |
| 2     | Simon Ammann        | 101.0 m | 102.5 m | 262.0  |
| 3     | Andreas Küttel      | 96.0 m  | 103.0 m | 250.5  |
| 4     | Marco Steinauer     | 96.0 m  | 98.0 m  | 239.0  |
| 5     | Ivan Rieder         | 92.0 m  | 96.0 m  | 224.5  |
| 6     | Ronny Heer          | 89.5 m  | 95.5 m  | 217.5  |
| 7     | Stefan Nyffeler     | 89.5 m  | 92.5 m  | 210.0  |
| 8     | Christoph Höss      | 89.0 m  | 89.0 m  | 202.0  |
| 8     | Lucas Vonlanthen    | 84.5 m  | 94.5 m  | 202.0  |
| 10    | Marc Vogel          | 84.0 m  | 90.0 m  | 192.0  |
| 11    | Guido Landert       | 85.0 m  | 88.0 m  | 188.5  |
| 12    | Jan Schmid          | 85.0 m  | 87.0 m  | 187.5  |
| 13    | Andy Hartmann       | 87.5 m  | 82.5 m  | 184.0  |
| 14    | Charlie Dorner      | 81.0 m  | 84.0 m  | 171.5  |
| 14    | Pascal Meinherz     | 82.0 m  | 94.5 m  | 171.5  |
| 16    | Rémi Français       | 78.0 m  | 85.5 m  | 170.5  |
| 16    | Bruno Reuteler      | 84.0 m  | 81.0 m  | 170.5  |
| 18    | Tim Hug             | 86.0 m  | 77.5 m  | 169.0  |
| 19    | Andreas Hurschler   | 80.5 m  | 82.0 m  | 165.5  |
| 20    | Rico Parpan         | 79.0 m  | 81.0 m  | 162.0  |
| 21    | Thomas Engel        | 80.5 m  | 80.0 m  | 161.5  |
| 22    | Michael Hollenstein | 75.0 m  | 85.5 m  | 160.0  |
| 23    | Maxime Bianchi      | 74.0 m  | 86.0 m  | 159.0  |
| 24    | Sébastien Cala      | 74.5 m  | 83.5 m  | 157.0  |
| 25    | Felix Kläsi         | 77.0 m  | 83.0 m  | 152.0  |
| 26    | Marco Grigoli       | 75.5 m  | 81.0 m  | 147.5  |
| 27    | Marco Gerber        | 74.0 m  | 78.0 m  | 144.0  |
| 27    | Heiri Kälin         | 75.0 m  | 77.5 m  | 144.0  |
| 29    | Tobias Gantenbein   | 78.0 m  | 74.5 m  | 142.5  |
| 30    | Joel Bieri          | 75.0 m  | 76.0 m  | 139.0  |
| 31    | Sandro Steiner      | 76.0 m  | 74.0 m  | 138.0  |
| 32    | Erich Herrmann      | 72.0 m  | 75.0 m  | 130.5  |
| 33    | Pascal Ochsener     | 66.0 m  | 82.5 m  | 127.0  |
| 34    | Seppi Hurschler     | 67.5 m  | 81.0 m  | 125.0  |
| 35    | Fabian Christener   | 71.0 m  | 73.0 m  | 122.5  |
| 36    | Nick Schwery        | 73.0 m  | 72.0 m  | 121.0  |
| 37    | Philipp Gerber      | 69.0 m  | 74.0 m  | 116.0  |
| 38    | Adrian Künzi        | 70.5 m  | 71.0 m  | 115.5  |
| 39    | Stephane Maire      | 69.0 m  | 67.0 m  | 106.5  |
| 40    | Nicola Bay          | 62.0 m  | 75.5 m  | 103.5  |
| 41    | Sven Rauber         | 69.0 m  | 65.0 m  | 95.0   |
| 42    | Benjamin Wiederkehr | 70.0 m  | 63.0 m  | 90.0   |
| 43    | Matthias Lötscher   | 57.0 m  | 72.0 m  | 84.0   |
| 44    | David Brügger       | 62.0 m  | 64.0 m  | 80.0   |

### Junioren
Der Juniorenwettkampf fand ebenfalls am 10. Juli statt. Gewinnen konnte Rémi Français. Der Nordische Kombinierer Tim Hug gewann die Silbermedaille, Bronze ging an Marco Grigoli.
| Platz | Sportler       | Weite 1 | Weite 2 | Punkte |
| ----- | -------------- | ------- | ------- | ------ |
| 1     | Rémi Français  | 101.0 m | 99.0 m  | 254.0  |
| 2     | Tim Hug        | 95.0 m  | 100.0 m | 238.0  |
| 3     | Marco Grigoli  | 95.0 m  | 95.0 m  | 226.5  |
| 4     | Felix Kläsi    | 97.0 m  | 92.0 m  | 223.5  |
| 5     | Sébastien Cala | 93.5 m  | 94.5 m  | 220.0  |
| 6     | Maxime Bianchi | 93.0 m  | 89.0 m  | 210.0  |
| 7     | Joel Bieri     | 87.0 m  | 87.0 m  | 188.0  |
| 8     | Sven Rauber    | 87.5 m  | 86.0 m  | 186.0  |
| 9     | Adrian Künzi   | 88.0 m  | 82.0 m  | 178.0  |
| 10    | Marco Staub    | 84.0 m  | 84.5 m  | 175.0  |
| 11    | David Brügger  | 79.0 m  | 85.0 m  | 161.5  |
| 12    | Philipp Gerber | 82.0 m  | 75.0 m  | 150.5  |
| 13    | Lucas Scheurer | 73.0 m  | 85.5 m  | 145.5  |
| 14    | Lars Grossen   | 73.0 m  | 75.0 m  | 121.5  |
| 15    | Nico Holzer    | 74.0 m  | 66.0 m  | 118.0  |
| 16    | Sascha Dürr    | 72.5 m  | 74.0 m  | 117.0  |
| 17    | Sven Arnold    | 74.0 m  | 70.0 m  | 116.5  |
| 18    | Ivo Hess       | 67.0 m  | 67.5 m  | 103.0  |
| 19    | Ruedi Ogi      | 66.0 m  | 68.5 m  | 102.0  |
| 20    | Adrian Schuler | 71.0 m  | 67.0 m  | 101.0  |
| 21    | Nino Gisler    | 68.0 m  | 67.0 m  | 93.5   |
| 22    | Fabian Koch    | 65.0 m  | 65.0 m  | 83.5   |
| 23    | Pascal Sommer  | 64.0 m  | 62.0 m  | 78.0   |
| 24    | Manuel Horath  | 62.0 m  | 61.0 m  | 73.5   |

### Team
Der Teamwettbewerb fand am 11. Juli statt. Gewonnen hat der Zürcher Skiverband 1, zweiter wurde der Ostschweizer Skiverband und dritter der Berner Oberländische Skiverband.
| Platz | Team                                                                                            | Punkte |
| ----- | ----------------------------------------------------------------------------------------------- | ------ |
| 1     | Zürcher Skiverband 1Christoph Höss Marco Steinauer Andreas Küttel Michael Möllinger             | 949.0  |
| 2     | Ostschweizer SkiverbandGuido Landert Pascal Meinherz Lucas Vonlanthen Simon Ammann              | 908.5  |
| 3     | Berner Oberländischer SkiverbandJoel Bieri Bruno Reuteler Stefan Nyffeler Ivan Rieder           | 801.5  |
| 4     | Zentralschweizer Schneesport Verband 1Seppi Hurschler Thomas Engel Andreas Hurschler Ronny Heer | 801.0  |
| 5     | Zürcher Skiverband 2Marco Gerber Felix Kläsi Michael Hollenstein Jan Schmid                     | 760.5  |
| 6     | Bündner SkiverbandErich Herrmann Marco Grigoli Andy Hartmann Rico Parpan                        | 733.0  |
| 7     | Alpine Rettung SchweizRémi Français Sébastien Cala Maxime Bianchi Stephane Maire                | 636.0  |
| 8     | Zürcher Skiverband 3Benjamin Wiederkehr Nicola Bay Pascal Ochsner Heiri Kälin                   | 602.5  |